# Pseudagrion demorsum
Pseudagrion demorsum är en trollsländeart som beskrevs av James George Needham 1935. Pseudagrion demorsum ingår i släktet Pseudagrion och familjen dammflicksländor. IUCN kategoriserar arten globalt som otillräckligt studerad. Inga underarter finns listade i Catalogue of Life.